# Степ (тип рослинності)

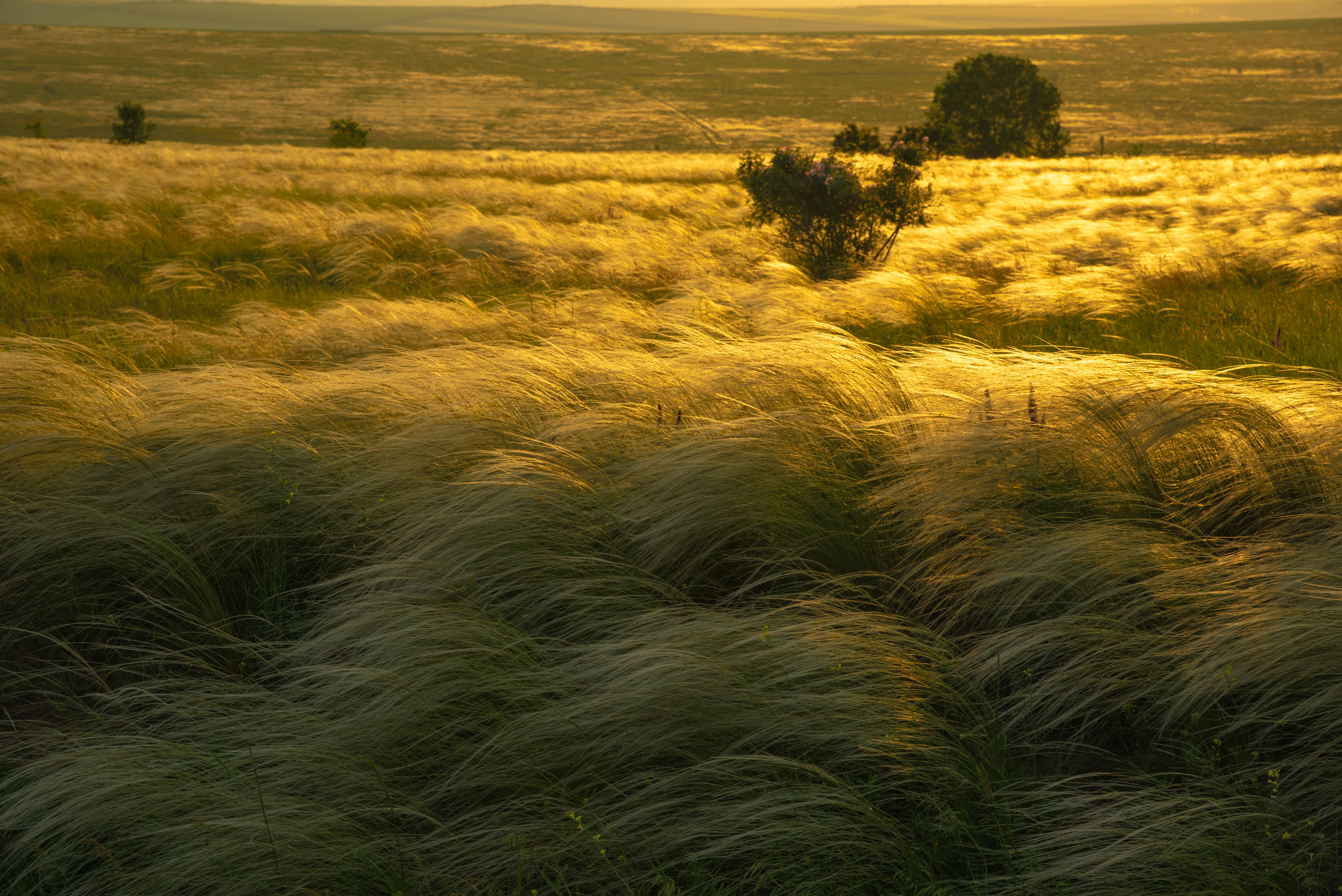
Ковиловий степ, Одещина (заказник Тарутинський степ)

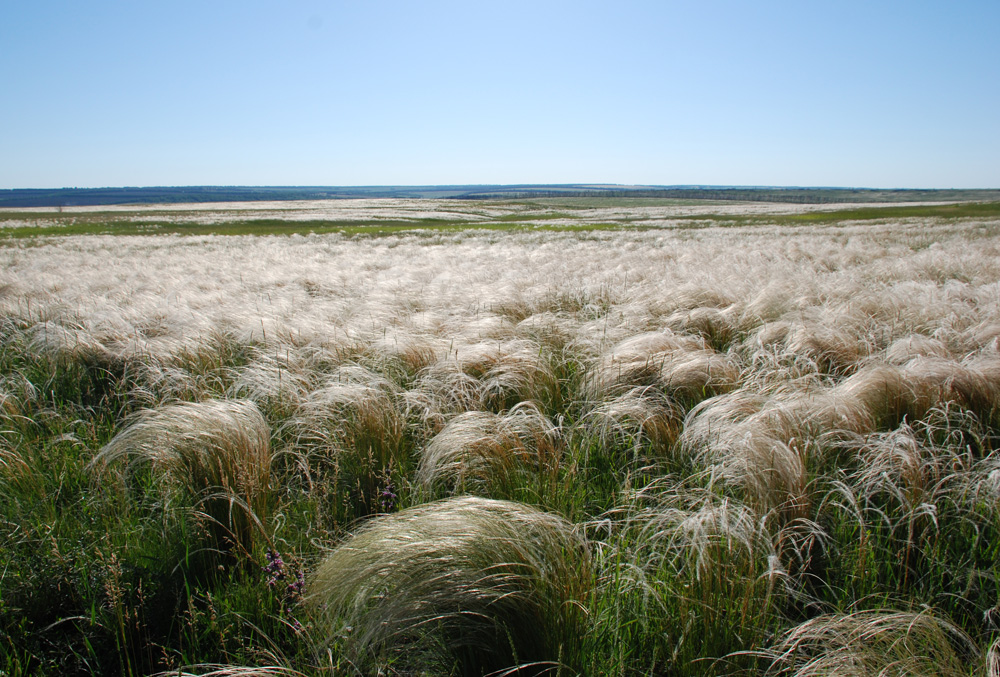
Стрільцівський степ, Луганщина

Степ — це тип рослинності помірних широт, що об'єднує трав'янисті угруповання, в складі яких переважають ксерофіти, зокрема ковила, типчак, житняк, кипець тощо. 
За іншим визначенням, степи — це природні трав'янисті угруповання Палеарктики у кліматичних умовах, що є занадто сухими для виникнення лісу, та піддаються морозу.
Степи природно вкривали переважну більшість територій степової зони та значну частину лісостепової зони. В Україні загальна площа степів природно складала близько 40 % території, але наразі вони збереглися лише на 0,6 % території, переважно в заповідниках.
В українській мові основне значення слова «степ» стосується саме типу рослинності, або екосистеми, біотопу, ділянки вкритої характерною рослинністю, аналогічно до слів «ліс», «лука», «болото» тощо. Водночас щодо географічного регіону, який природно вкривали степи, коректними словосполученнями є «степова зона», «степовий біом» тощо.
|                            | Тихесенько вітер віє, Степи, лани мріють, Меж ярами над ставами Верби зеленіють. |
| — Т. Шевченко, «Сон», 1844 |                                                                                  |